# Camp du Moulin du Lot
Le camp d'accueil du Moulin du Lot est un Centre d'accueil des Français d'Indochine (CAFI) situé au lieu-dit le Moulin du Lot, sur le territoire de la commune de Sainte-Livrade-sur-Lot, dans le département de Lot-et-Garonne, région Nouvelle-Aquitaine.

## Historique

### Origine du camp
Les décrets-lois de Laval et Daladier en octobre 1935 prévoient l'expropriation d'un terrain de 6 hectares au site appelé « Moulin du Lot » pour loger les ouvriers devant construire l'immense poudrerie nationale de Sept-Fonds, sur la rive gauche du Lot, entre Sainte-Livrade-sur-Lot et Casseneuil.
Le camp est construit par des réfugiés espagnols. Le camp comprend à l'origine 36 bâtiments organisés autour d'une cour centrale. Le chantier de la poudrerie a commencé en octobre 1939. Les entreprises ont commencé à s'installer et à recruter du personnel mais l'effondrement de l'armée française en mai 1940 va arrêter les travaux. Les ouvriers espagnols quittent le camp et sont répartis dans les fermes et les usines des environs.
En septembre 1941 le site est remis aux chantiers de jeunesse. 1 500 jeunes vont venir y faire leur temps d'armée, mais le camp est fermé en 1944.
Le camp accueille ensuite une compagnie d'instruction de fusiliers de l'Air, Sainte-livrade est alors devenue une ville de garnison. Le  camp voit ensuite passer des régiments coloniaux notamment des Réunionnais, puis des soldats ukrainiens de l'armée allemande faits prisonniers à la suite de la bataille de la poche de Royan.
Le camp est désaffecté en 1947 et le projet de poudrerie est définitivement abandonné en 1948.

### Création des C.A.R.I.
Le Centre d'accueil des Français d'Indochine (C.A.F.I.), auparavant dénommé C.A.R.I. (Centre d'accueil des rapatriés d'Indochine), renvoie à un épisode singulier de l'Histoire de la France. La défaite de Dien Bien Phu et les accords de Genève, en 1954, mirent un terme à la guerre d'Indochine. Progressivement, jusqu'en septembre 1956, le corps expéditionnaire français et l'administration se retirèrent.
C'est à partir de 1956 que 30 000 rapatriés d'Indochine vont débarquer en France, la plupart par bateau, à Marseille. Ceux qui ont des attaches vont se disperser sur le territoire, tournant ainsi plus aisément une page de leur vie. D'autres, ayant souvent dû fuir précipitamment en laissant tout, sont pris en charge par l'administration française qui les place dans des centres d'accueil provisoires dont les plus importants sont ceux de Sainte-Livrade-sur-Lot (47), de Bias (47), et de Noyant-d'Allier (03).
Au printemps 1956, 1 160 rapatriés dont de nombreuses veuves et 740 enfants prennent le train en gare Saint-Charles de Marseille à destination d'Agen. Puis ils sont conduits en autocars à Sainte-Livrade, au Centre d'accueil des rapatriés d'Indochine, le C.A.R.I..

### Transfert de propriété, lieu de mémoire et protection
En 1978, les quatre baraquements du camp des Espagnols sont détruits. L'État va transférer la propriété du CAFI à la commune de Sainte-Livrade-sur-Lot en 1982.
En 2008, la commune s'engage à rénover le camp. Il apparait alors qu'il faut sauvegarder la pagode et quatre bâtiments formant un « quartier » à l'époque militaire pour en faire un lieu de mémoire.
Le quartier nord-ouest du camp, composé de quatre barres, avec la pagode et son monument cultuel, ainsi que la madone dans son cadre végétal seront inscrits au titre des monuments historiques le 29 juin 2012,.

## Description
Le camp est clôturé, composé de baraquements d'habitations, d'une église, d'un dispensaire et de deux écoles (une école de filles et une école de garçons). Une grande salle de fête est réservée aux festivités organisées par l'administration, comme Noël ou l'important jour de l'an vietnamien. La majorité des enfants devaient alors être baptisés et suivre le catéchisme auprès du prêtre alors qu'ils continuent pour certains à pratiquer le culte traditionnel. Le camp est dirigé par une administration par laquelle passent toutes les démarches administratives (demandes de bourses...). En 1966, après la fermeture du centre de Noyant d'Allier, le CAFI de Sainte-Livrade devient le seul site hébergeant des rapatriés d'Indochine. La Cimade fut présente, après avoir été appelée par le médecin du camp avant d'être expulsée à la fin des années 1970.
Les habitants du camp sont pour la plupart embauchés dans les champs de haricots, parfois sans être déclarés,.